# Erick Wainaina
Pour les articles homonymes, voir Wainaina.
Erick Wainaina (né le 19 décembre 1973 à Nyahururu) est un athlète kényan spécialiste du Marathon. Il concourt fréquemment dans les marathons japonais.

## Carrière
Son palmarès olympique sur cette longue distance est plutôt éloquent : troisième en 1996, deuxième en 2000 et septième en 2004.

## Palmarès
| Année | Compétition           | Lieu     | Résultat | Performance     |
| ----- | --------------------- | -------- | -------- | --------------- |
| 1994  | Marathon d'Hokkaido   | Sapporo  | 1er      | 2 h 15 min 03 s |
| 1995  | Marathon de Tokyo     | Tokyo    | 1er      | 2 h 10 min 31 s |
| 1995  | Championnats du monde | Göteborg | 18e      | 2 h 19 min 53 s |
| 1996  | Jeux olympiques       | Atlanta  | 3e       | 2 h 12 min 44 s |
| 1997  | Marathon d'Hokkaido   | Sapporo  | 1er      | 2 h 13 min 45 s |
| 2000  | Marathon de Nagano    | Nagano   | 1er      | 2 h 10 min 17 s |
| 2000  | Jeux olympiques       | Sydney   | 2e       | 2 h 10 min 31 s |
| 2002  | Marathon de Tokyo     | Tokyo    | 1er      | 2 h 08 min 43 s |
| 2003  | Marathon de Nagano    | Nagano   | 1er      | 2 h 12 min 00 s |
| 2003  | Marathon d'Hokkaido   | Sapporo  | 1er      | 2 h 13 min 13 s |
| 2004  | Jeux olympiques       | Athènes  | 7e       | 2 h 13 min 30 s |

## Records
| Épreuve  | Performance     | Lieu  | Date            |
| -------- | --------------- | ----- | --------------- |
| Marathon | 2 h 08 min 43 s | Tokyo | 10 février 2002 |